# Tour de Bel-Air

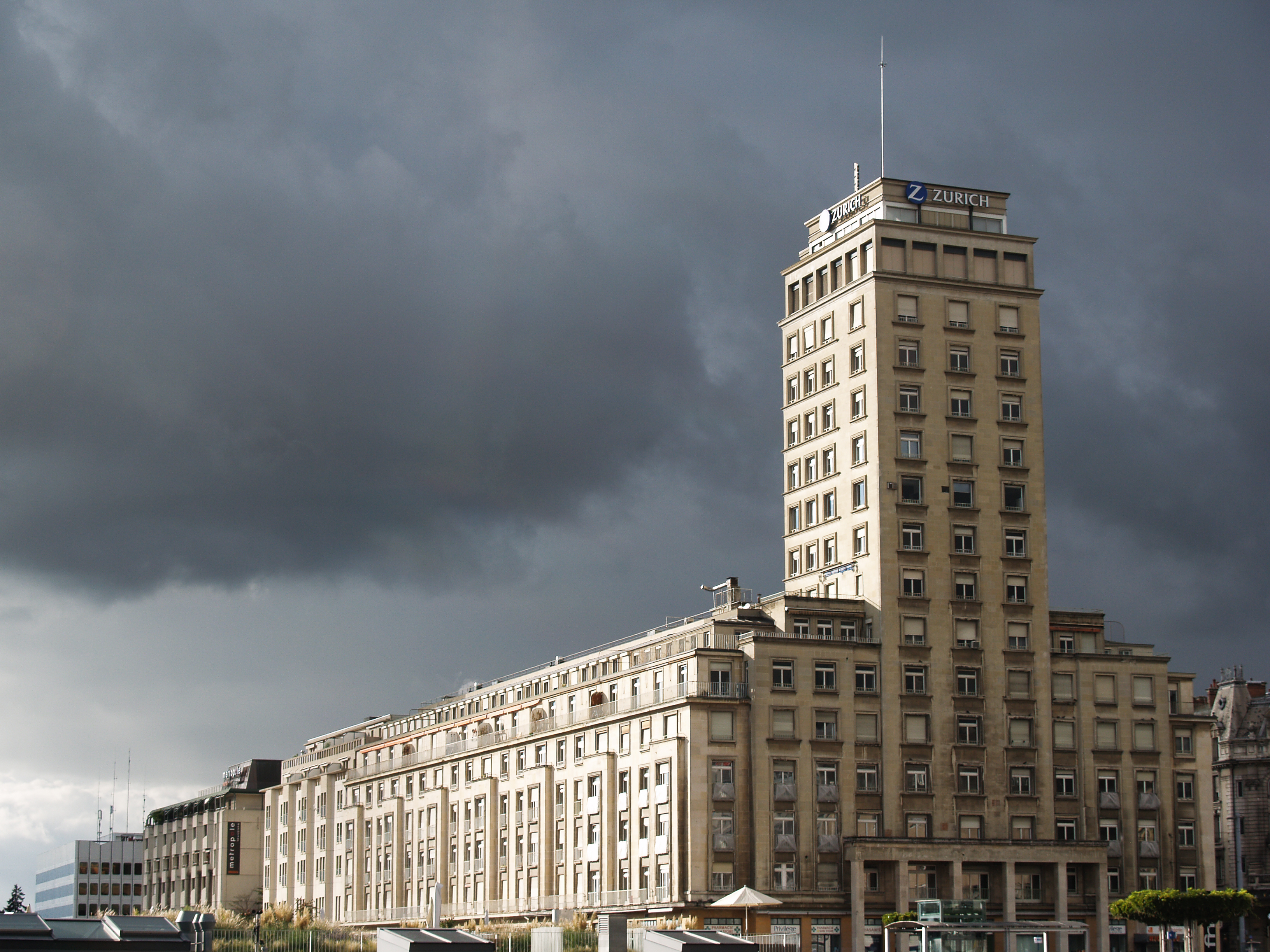

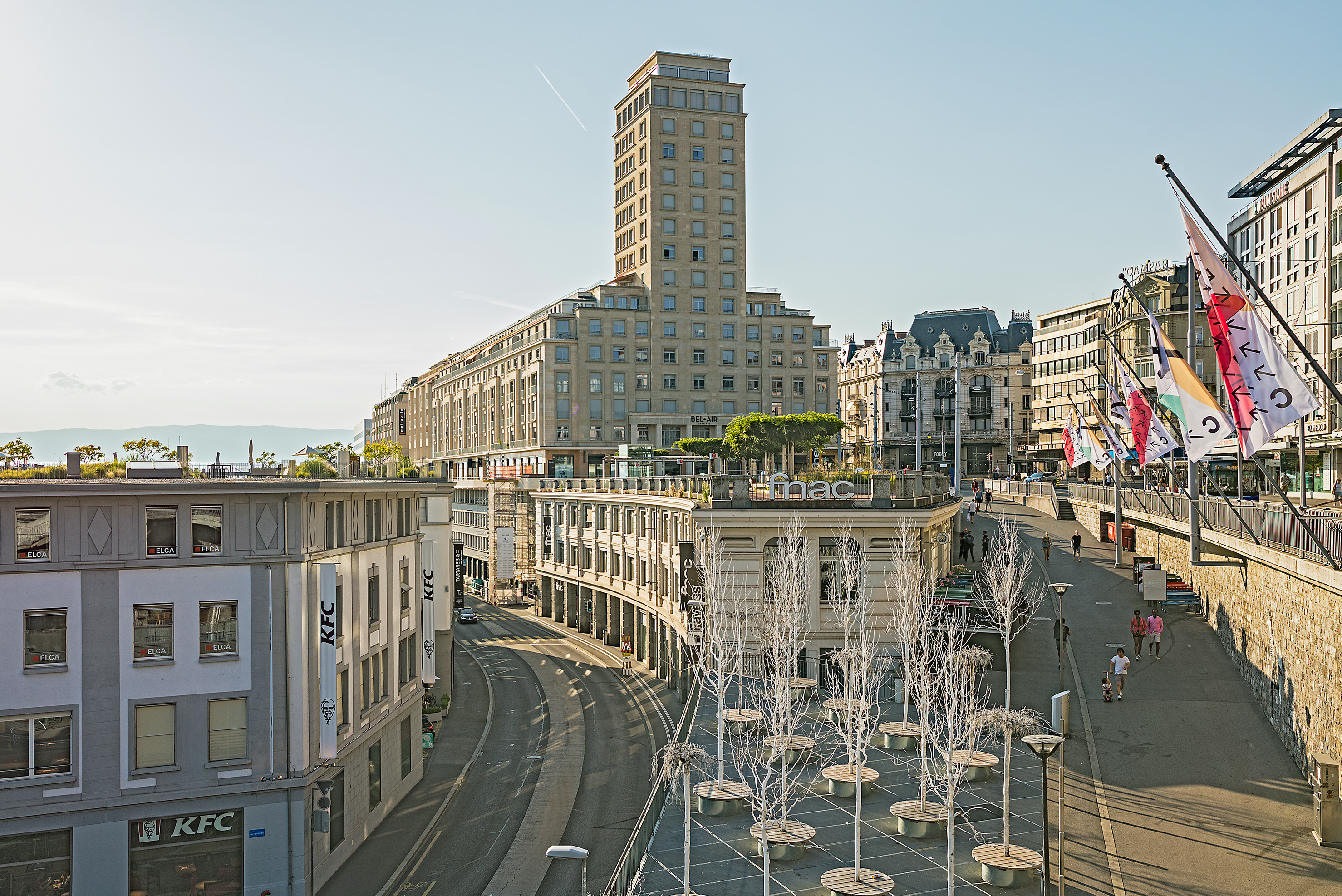
Vista de la torre de Bel-Air y de la rue de Genève (calle ginebra)

La Torre de Bel-Air (en francés: Tour de Bel-Air) es una torre de 16 pisos ubicada en el centro de Lausana, Suiza. Forma parte del complejo llamado Bel-Air Métropole. La Torre de Bel-Air fue construida por el arquitecto Alphonse Laverrière en 1931, con el proyecto del ingeniero Eugène Scotoni. El primer rascacielos en Suiza, fue criticado cuando fue construido tanto por su tamaño (los protestantes temían que excediera a la catedral) y en segundo lugar por su inspiración de los edificios de Wall Street, que luego se consideró el centro de la crisis económica, que se produciría dos años antes. Georges Rigassi, editor de la Gazette de Lausanne, se opuso firmemente a la construcción, la llamó una "afrenta a la razón y el buen gusto" en un editorial del 4 de noviembre de 1930.